# Oberonia govidjoae
Oberonia govidjoae är en orkidéart som beskrevs av Rudolf Schlechter. Oberonia govidjoae ingår i släktet Oberonia och familjen orkidéer. Inga underarter finns listade i Catalogue of Life.